# Johnatan Opoku
Johnatan Opoku (Zutphen, 18 april 1990) is een Nederlandse profvoetballer van Ghanese afkomst die voornamelijk speelt als aanvallende middenvelder of als schaduwspits.

## Carrière
Opoku, zoon van Ghanese spits Francis Opoku die bij SV Zutphen speelde, geldt als een laatbloeier die pas op 21-jarige leeftijd overstapte van het amateur- naar het profvoetbal. Van 2011 tot het faillissement in 2013 kwam Opoku uit voor SC Veendam. In 2013 stapte hij over naar FC Oss. Op 16 maart 2015 scoorde hij in de thuiswedstrijd tegen RKC Waalwijk vier keer. Na afloop van het seizoen 2014-15 was hij transfervrij en tekende een contract voor twee jaar bij VVV-Venlo. Na afloop van dat contract kwam Opoku met de kersverse promovendus in juni 2017 een nieuwe verbintenis overeen voor nog eens twee jaar. In zijn eerste jaar als eredivisiespeler moest Opoku lange tijd aan de kant blijven vanwege blessureleed. Hij begon het seizoen met een liesbreuk en toen hij daarvan hersteld was, kreeg de aanvaller last van scheurtjes in beide kuiten. In zijn tweede eredivisiejaar was de fitte Opoku weer regelmatig basisspeler. Na afloop werd zijn verbintenis bij VVV-Venlo met nog een jaar verlengd. Eind mei 2020 gaf Opoku te kennen de Venlose club te gaan verlaten na vijf dienstjaren waarin hij 37 doelpunten scoorde en 26 assists had. Op 12 augustus 2020 tekende de transfervrije speler een tweejarig contract bij eerstedivisionist De Graafschap met een optie voor een extra seizoen. Die optie werd niet gelicht en Opoku vond in september 2022 een nieuwe club: Jeddah Club uit Saoedi-Arabië. Na afloop van zijn contract keerde Opoku terug naar Nederland en sloot in januari 2024 aan bij vierdedivisionist MASV.
In de zomer van 2025 is de cirkel rond en keert die terug bij de club waar alles begon FC Zutphen.

## Clubstatistieken
| 2011/12                                 | SC Veendam      | Eerste divisie  | 29  | 7  | 1  | 0 | — | — | 30  | 7  |
| 2012/13                                 | SC Veendam      | Eerste divisie  | 24  | 4  | 1  | 0 | — | — | 25  | 4  |
| 2013/14                                 | FC Oss          | Eerste divisie  | 31  | 6  | 1  | 0 | — | — | 32  | 6  |
| 2014/15                                 | FC Oss          | Eerste divisie  | 33  | 16 | 1  | 1 | 2 | 0 | 36  | 17 |
| 2015/16                                 | VVV-Venlo       | Eerste divisie  | 34  | 13 | 1  | 0 | 2 | 0 | 37  | 13 |
| 2016/17                                 | VVV-Venlo       | Eerste divisie  | 27  | 10 | 1  | 0 | — | — | 28  | 10 |
| 2017/18                                 | VVV-Venlo       | Eredivisie      | 18  | 1  | 1  | 0 | — | — | 19  | 1  |
| 2018/19                                 | VVV-Venlo       | Eredivisie      | 29  | 5  | 1  | 0 | — | — | 30  | 5  |
| 2019/20                                 | VVV-Venlo       | Eredivisie      | 19  | 6  | 1  | 1 | — | — | 20  | 7  |
| 2020/21                                 | De Graafschap   | Eerste divisie  | 28  | 3  | 1  | 0 | 1 | 0 | 30  | 3  |
| 2021/22                                 | De Graafschap   | Eerste divisie  | 33  | 4  | 1  | 0 | 2 | 0 | 36  | 4  |
| Carrière totaal                         | Carrière totaal | Carrière totaal | 305 | 75 | 11 | 2 | 7 | 0 | 323 | 77 |
| Bijgewerkt tot en met 17 september 2022 |                 |                 |     |    |    |   |   |   |     |    |